# Eupithecia fulviplagiata
Eupithecia fulviplagiata là một loài bướm đêm trong họ Geometridae.